# 關安娜
關安娜（葡萄牙語：Ana Kuan BARROSO，1988年—），是2008年度澳門小姐競選亞軍得主。
關安娜是葡中混血兒，因而在年幼時就讀澳門葡文學校；9歲在母親的鼓勵下，日間在澳門葡文學校就讀葡萄牙文，而夜間則在澳門同善堂中學修讀中文。現時就讀於澳門理工學院中葡翻譯高等專科學位。
關安娜在2008年參選澳門小姐選美活動，決賽當晚奪得亞軍外，也是奪得「最受歡迎澳門小姐」及「2008展現時尚秀髮魅力大獎」榮譽；關安娜是繼1998年澳門小姐競選後後首位澳門小姐亞軍得主。同年年底至2009年年初，關安娜在 全球美態網頁 （页面存档备份，存于） 上被選為2008年最佳面孔第三名殊榮之外，也是洲際（亞洲）最佳面孔得主（英語：Continental Most Beautiful Faces）
。

## 外部連結
- 最佳面孔五強佳麗投票網
- 最佳面孔十強佳麗投票網頁
- 最佳面孔二十五強佳麗網頁
- 最佳面孔五十強佳麗網頁